# Міжнародний день авіадиспетчера
Міжнаро́дний день авіадиспе́тчера - професійне свято авіадиспетчерів і працівників, зайнятих управлінням повітряним рухом. День авіаційного диспетчера відзначається щорічно 20 жовтня.

## Історія свята
Дата 20 жовтня для проведення Міжнародного дня авіадиспетчера була обрана зовсім не випадково. Саме в цей день в 1961 році в столиці Нідерландів Амстердамі була створена Міжнародна федерація асоціацій авіаційних диспетчерів. Ця подія виявилася такою значимою віхою в історії розвитку повітряного транспорту, що стала підставою для виникнення нового професійного свята, приуроченого до цієї дати, — Міжнародного дня авіадиспетчера.